# Överdos (film)
Överdos – en film om nästa finanskris är en dokumentär från 2010 av Johan Norberg, Martin Borgs och Henrik Devell, samtliga med band till Svenskt Näringslivs tankesmedja Timbro. Filmen beskriver finanskrisen 2008–2009 ur en liberal synvinkel. Den bygger på Johan Norbergs bok En perfekt storm. Tesen är att statliga ingrepp i ekonomin var en huvudorsak till krisen.